# Konrad Kuzyszyn
Konrad Jakub Kuzyszyn (ur. 1961 w Białymstoku) – polski fotografik, profesor Uniwersytetu Artystycznego w Poznaniu.

## Życiorys
Studia plastyczne odbył w latach 1985–1990 na Wydziale Grafiki w Państwowej Wyższej Szkole Sztuk Plastycznych w Łodzi. Od 1994 był asystentem u prof. Ireneusza Pierzgalskiego w Pracowni Fotografii łódzkiej Akademii Sztuk Pięknych. Był kierownikiem Pracowni Fotografii i Obrazu Wideo na ASP w Łodzi oraz Pracowni Kreacji Cyfrowej na ASP w Krakowie.
Jest synem Ryszarda Kuzyszyna